# Сквер имени Героев Великой Отечественной войны

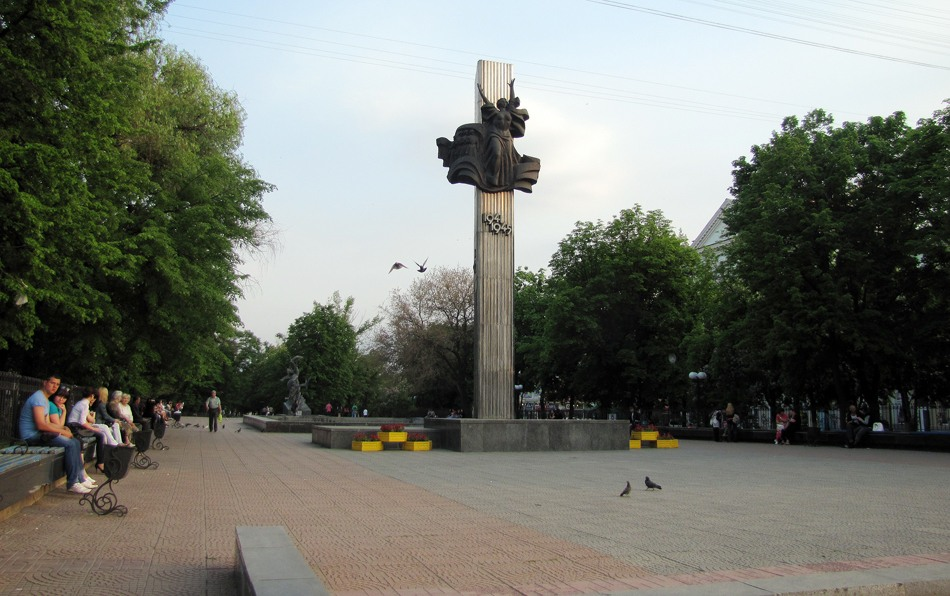
Памятник в сквере героев ВОВ. Луганск

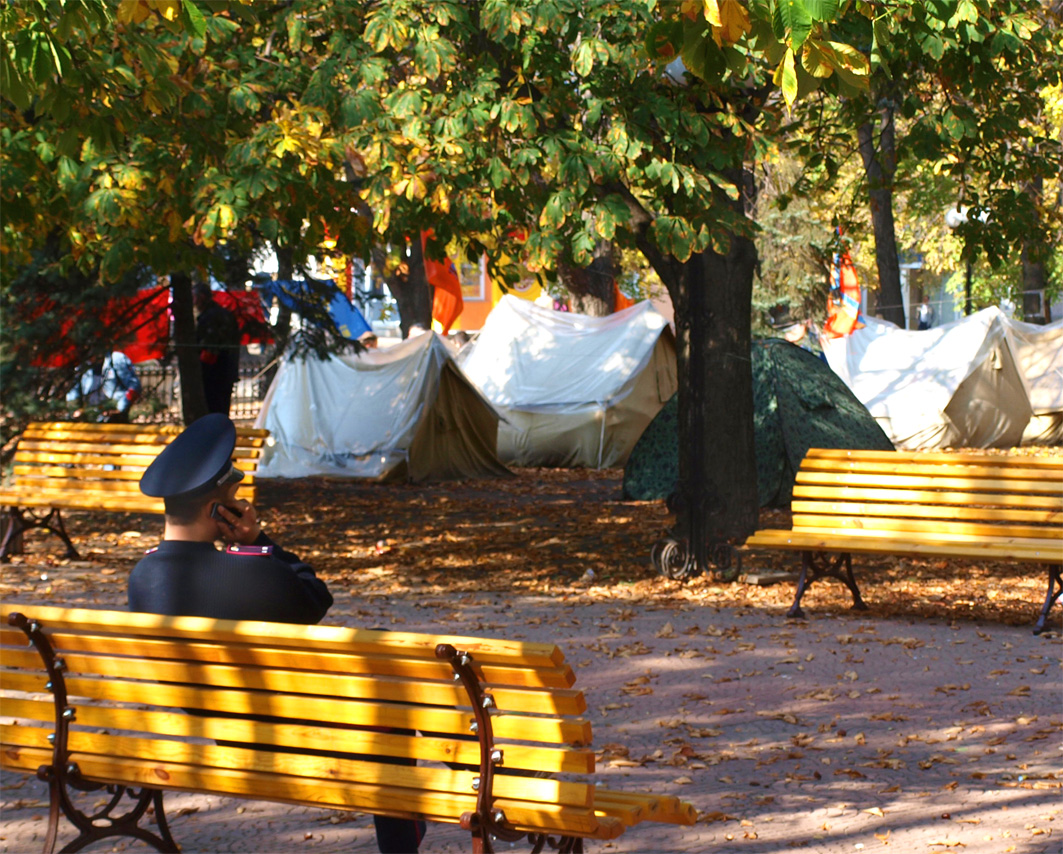
Акция протеста в сквере героев ВОВ (Луганск)

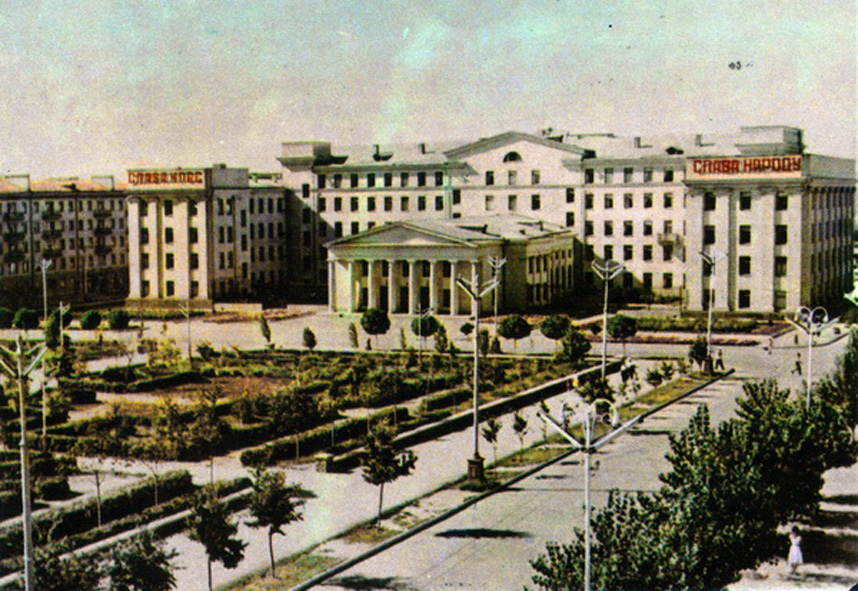
Сквер Героям Великой Отечественной войны (Луганск) в 1950-х годах

Сквер имени Героев Великой Отечественной войны (укр. Сквер імені Героїв Великої Вітчизняної війни) — парк-памятник садово-паркового искусства местного значения в центре Луганска. Часть площади Героев Великой Отечественной войны.
В народе получил название — «Дураковка», поскольку он традиционно был местом развлечений местной молодёжи. Другое неофициальное название — Парк Шевченко.

## Исторический очерк
На месте сквера находилась Ярмарочная площадь. Реконструкция Луганска в 1950-х годах предусматривала снос частного сектора, цыганских поселений, ликвидацию рынка и возведения зданий Луганского областного исполкома и Луганского обкома КПУ.
Перед ними распланировали сквер, который открыли в 1957 году.
Площадь, на который находился сквер, называлась Центральной, впоследствии Советской, а с открытием обелиска Славы в 1965 году — площадью Героев Великой Отечественной войны.
Важную роль играла площадка, находившаяся в южной части сквера и примыкавшая к ул. Советской. На этом месте на праздники 1-го и 9-го мая, день Октябрьской революции устанавливались трибуны для местного партийного и советского актива, которые приветствовали демонстрантов, которые шли по улице Советской. Напротив в доме со шпилем находились «луганские куранты», отражающих время позывным сигналом на мелодию революционной песни «Наш паровоз вперед лети».
Статус парка-памятника получил в 1977 году. На территории сквера растут 30 видов деревьев и кустарников, в том числе грецкий орех, каштан конский обыкновенный, липа сердцелистная, ель, розы и другие.
На Новый год сначала на противоположной стороне ул. Советской, а после 1965 года в сквере устанавливали новогоднюю ёлку. Во времена независимости новогодне-рождественские праздники стали проводить на Театральной площади.
В летний сезон эта площадка приспосабливалась для детей.

## События, связанные со сквером

### Шахтёрские забастовки и акт самосожжения
1989-1990-е годы были временем массовых шахтёрских забастовок.
В июле-августе 1998 года в сквере протестовали горняки краснодонских шахт им. Баракова, «Дуванная», «Краснодарская-Южная» и «Суходольская-Восточная», которые требовали погасить задолженность по зарплате.
24 августа 1998 года на День независимости Украины шахтёры собирались устроить акцию — поджечь «Паразита», который олицетворял тогдашнего президента Леонида Кучму. Однако милиция разогнала бастующих. Впервые в независимой Украине против участников мирной акции были применены спецсредства: дубинки и слезоточивый газ. Вследствие столкновения пострадали 22 шахтёра, 12 работников «Беркута» и 3 сотрудника милиции.
В ноябре 1998 года забастовка восстановилась. 14 декабря года в знак протеста против действий власти и издевательств со стороны администрации шахты им. Баракова, которая задолжала ему зарплату с 1996 года, отчаявшийся горняк Александр Михалевич совершил акт самосожжения. 17 декабря вся задолженность была погашена.
Ежегодно, 24 августа и 14 декабря, в сквере почитается память событий 1998 года.

### Политические акции
Сквер, расположенный перед зданием обладминистрации, стал местом постоянных акций протеста.
В декабре 2000 года в сквере представители Социалистической и других оппозиционных партий провели акцию «Украина без Кучмы».
Во время Оранжевой революции луганские сторонники Виктора Януковича установили здесь палаточный городок в поддержку синего майдана. Аналогичные городки появились в Донецке, Харькове, Днепропетровске.

### Авиационный удар
2 июня 2014 года около 15:00 по скверу и прилегающему зданию Луганской областной госадминистрации (ЛОГА) был нанесён ракетный удар с самолёта Су-25 Вооружённых сил Украины. Погибло 8 человек, около 28 ранено (некоторые скончались в больнице). После авианалёта в сквере обнаружили две неразорвавшиеся неуправляемые ракеты С-8КОМ калибра 80 миллиметров, а также большое количество осколков и фрагментов аналогичных боеприпасов.

## Памятник Тарасу Шевченко
Сначала памятник планировалось установить на Красной площади у Дома техники, где в 1992 году был заложен первый камень. В 1995 году городские власти объявили о проведении конкурса, победителем которого стал Иван Чумак (1926—2004) .
Было собрано 30 000 гривен от местных спонсоров и 10000 — от Одесского горсовета. Поскольку средств не хватало, в 1995 году в Луганске было создано Братство почитателей творчества Тараса Шевченко, которое обратилось за материальной помощью к Всемирному украинскому конгрессу . Диаспора перечислила ещё 50 тысяч долларов.
Против сооружения выступили луганские ветераны и коммунисты. Наибольшее беспокойство у них вызывали слухи о переименовании площади Героев Великой Отечественной войны в площадь Тараса Шевченко .
Торжественное открытие состоялось 22 мая 1998 года в день Шевченковского праздника « В семье вольной, новой» . Однако пятиметровая бронзовая фигура была установлена не на высоком гранитном постаменте, а на временном низком мраморном блоке, на котором она стоит до сих пор .
Другой скандал вокруг памятника был связан с тем, что скульптору Ивану Чумаку не заплатили гонорар за проделанную работу. Он вынужден был обратиться в суд, который 19 марта 2004 года своим решением обязал Луганский горсовет уплатить долг скульптору . Однако в тот же день И. Чумак умер.

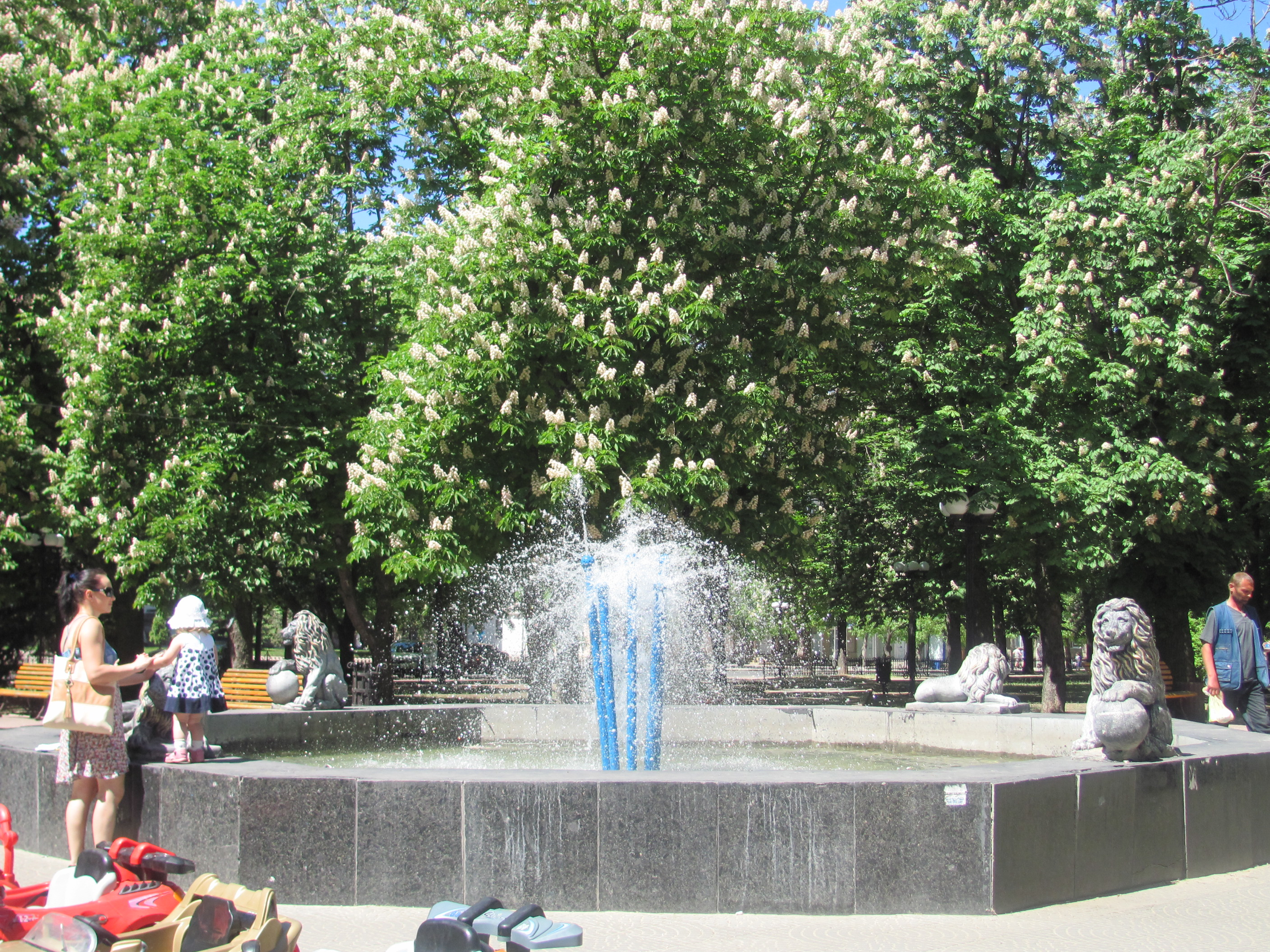
Сквер им. Героев Великой Отечественной войны. Фонтан
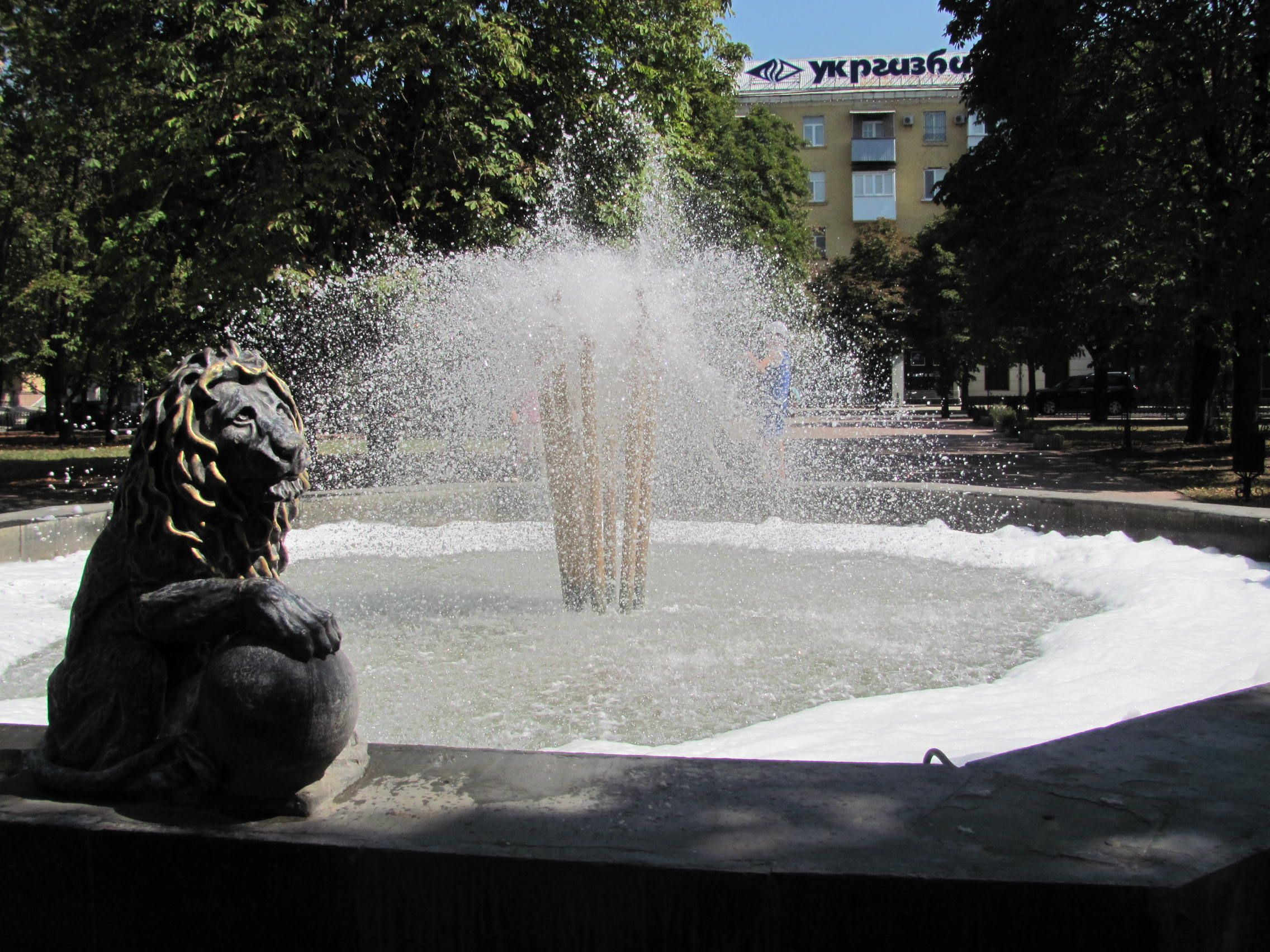
Сквер им. Героев Великой Отечественной войны. Фонтан с пеной
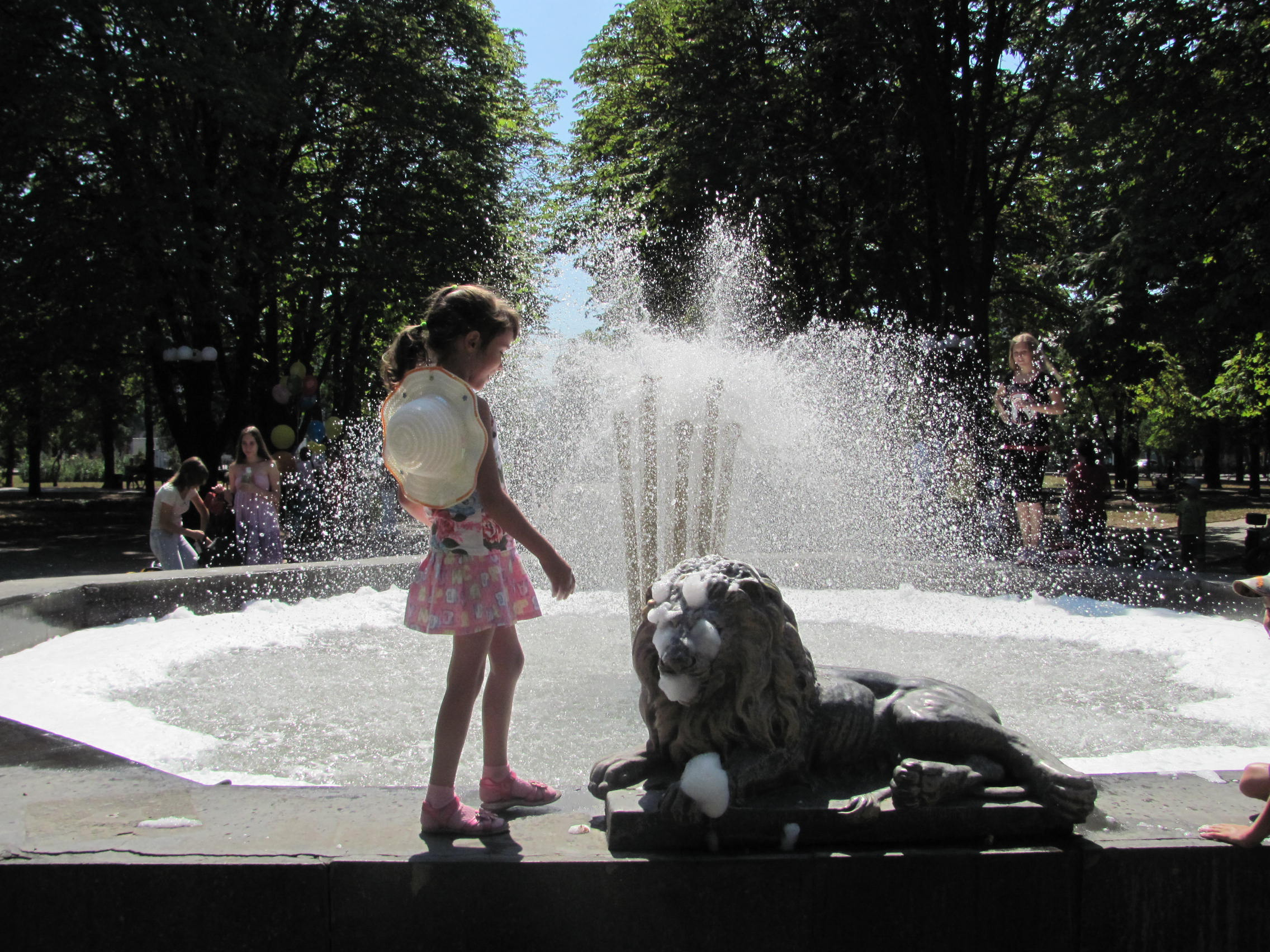
Сквер им. Героев Великой Отечественной войны. Фонтан с пеной
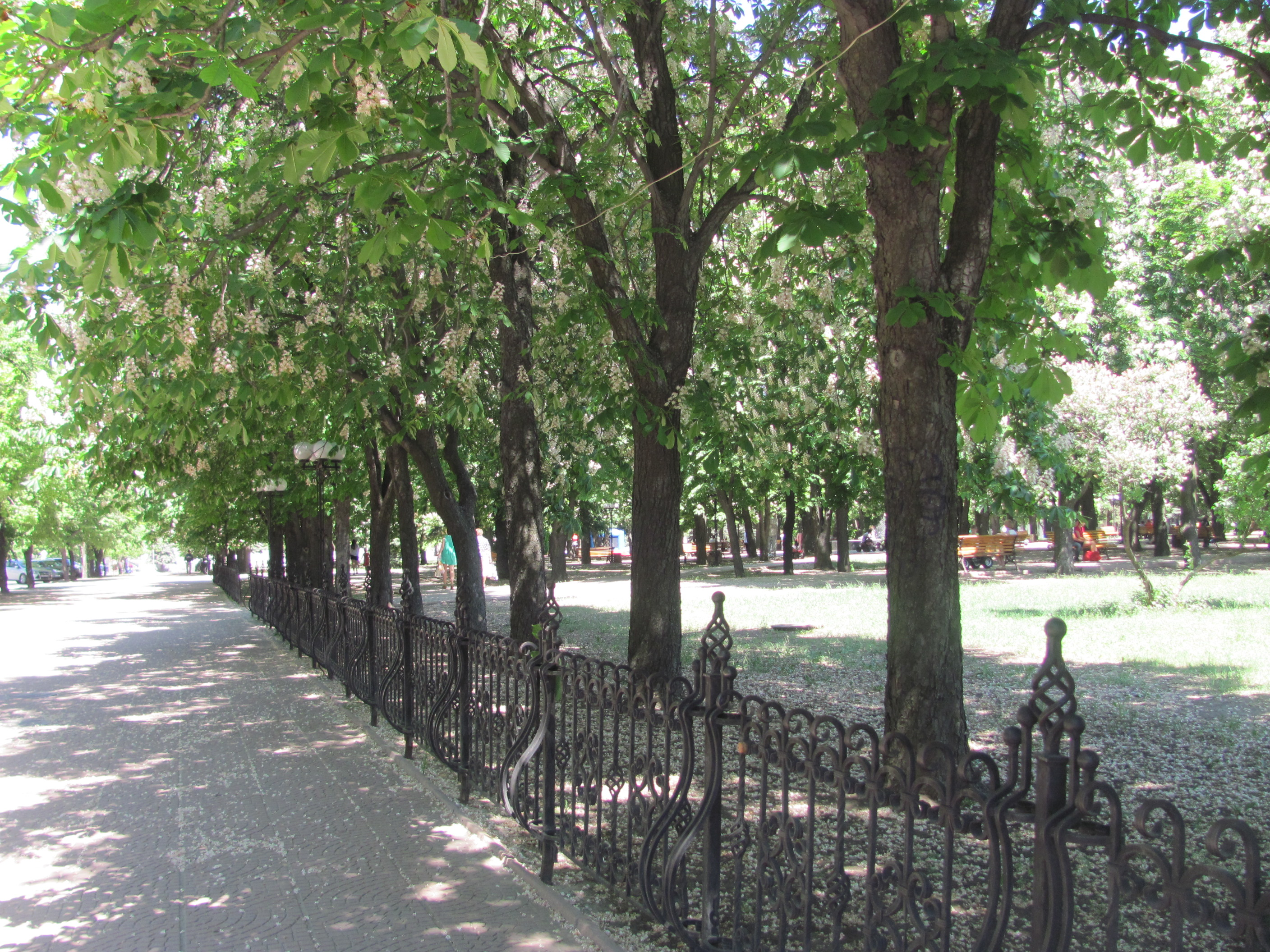
Ограда сквера им. Героев Великой Отечественной войны напротив облгосадминистрации
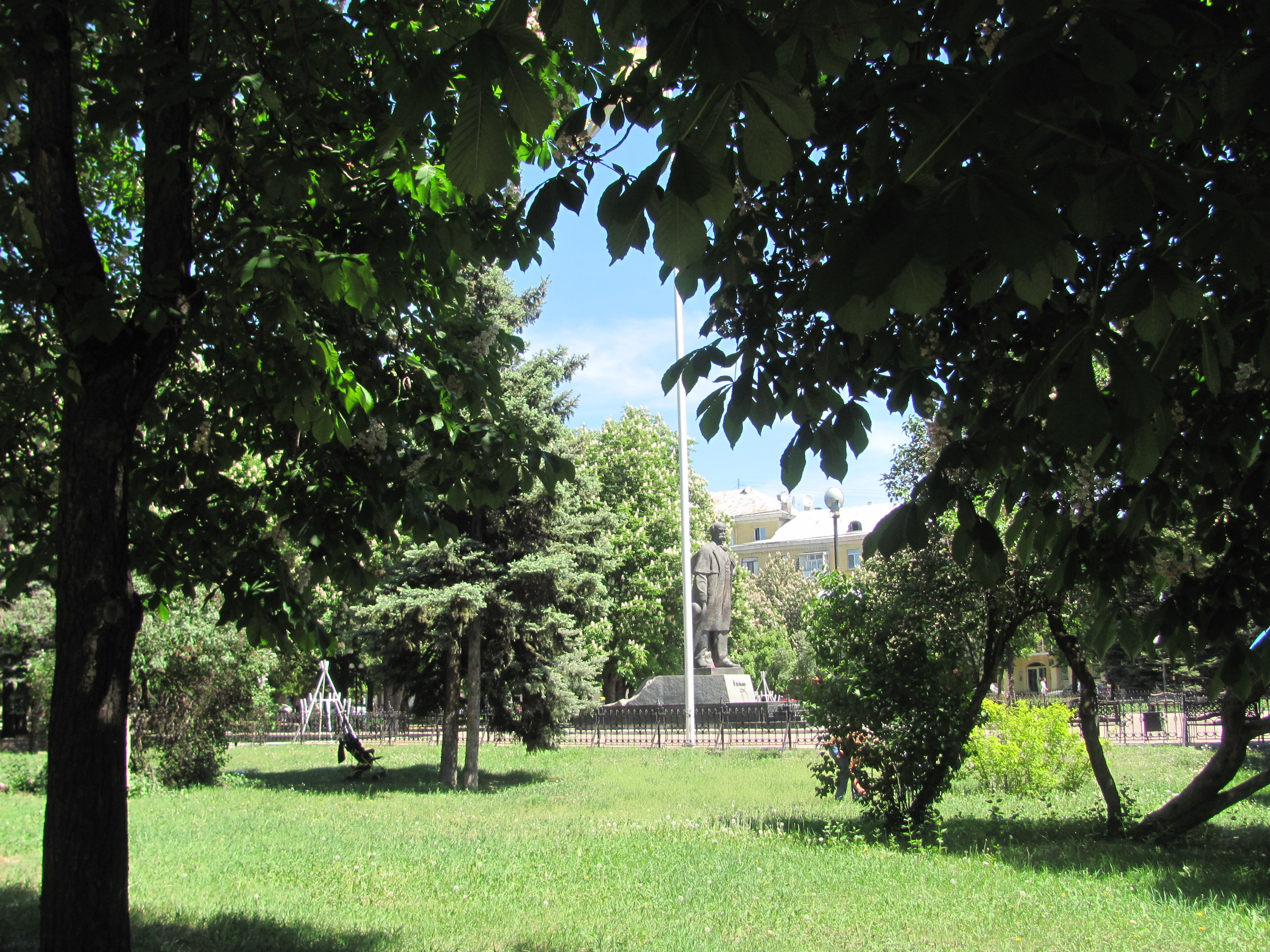
Сквер им. Героев Великой Отечественной войны. Вид с улицы Советской